# Carl T. Hayden
Carl Trumbull Hayden (ur. 2 października 1877 w Hayden's Ferry (obecnie Tempe), zm. 25 stycznia 1972 w Tempe) – amerykański polityk, członek Partii Demokratycznej, senator, przewodniczący pro tempore Senatu.
Pracował w samorządzie hrabstwa Maricopa w Arizonie, był skarbnikiem i szeryfem hrabstwa. W 1912 Arizona zyskała status stanu, a Hayden został pierwszym członkiem Izby Reprezentantów z Arizony i zasiadał w niej do 1927. Służył jako oficer w czasie I wojny światowej. W 1926 wygrał wybory do Senatu. Pełnił mandat senatora przez siedem kolejnych kadencji (wybierany w 1932, 1938, 1944, 1950, 1956 i 1962). Kierował kilkoma senackimi komisjami, a od stycznia 1957 do stycznia 1969 ze względu na staż pracy w izbie pełnił funkcję przewodniczącego pro tempore Senatu.
W 1962 pokonał w wyborach do Senatu Evana Mechana. Pod koniec kariery politycznej zmagał się ze starczą demencją i wobec możliwości porażki w wyborach 1968 zrezygnował z ubiegania się o kolejną kadencję (wybory wygrał Barry Goldwater). Jego siedem kadencji senackich stanowiło rekord, poprawiony później przez Stroma Thurmonda, Roberta Byrda, Teda Kennedy’ego i Daniela Inouye; rekord pracy w Kongresie, czyli prawie 57 lat, przez które Hayden pracował łącznie w Izbie Reprezentantów i Senacie, zostało poprawione dopiero przez senatora Byrda w 2010.

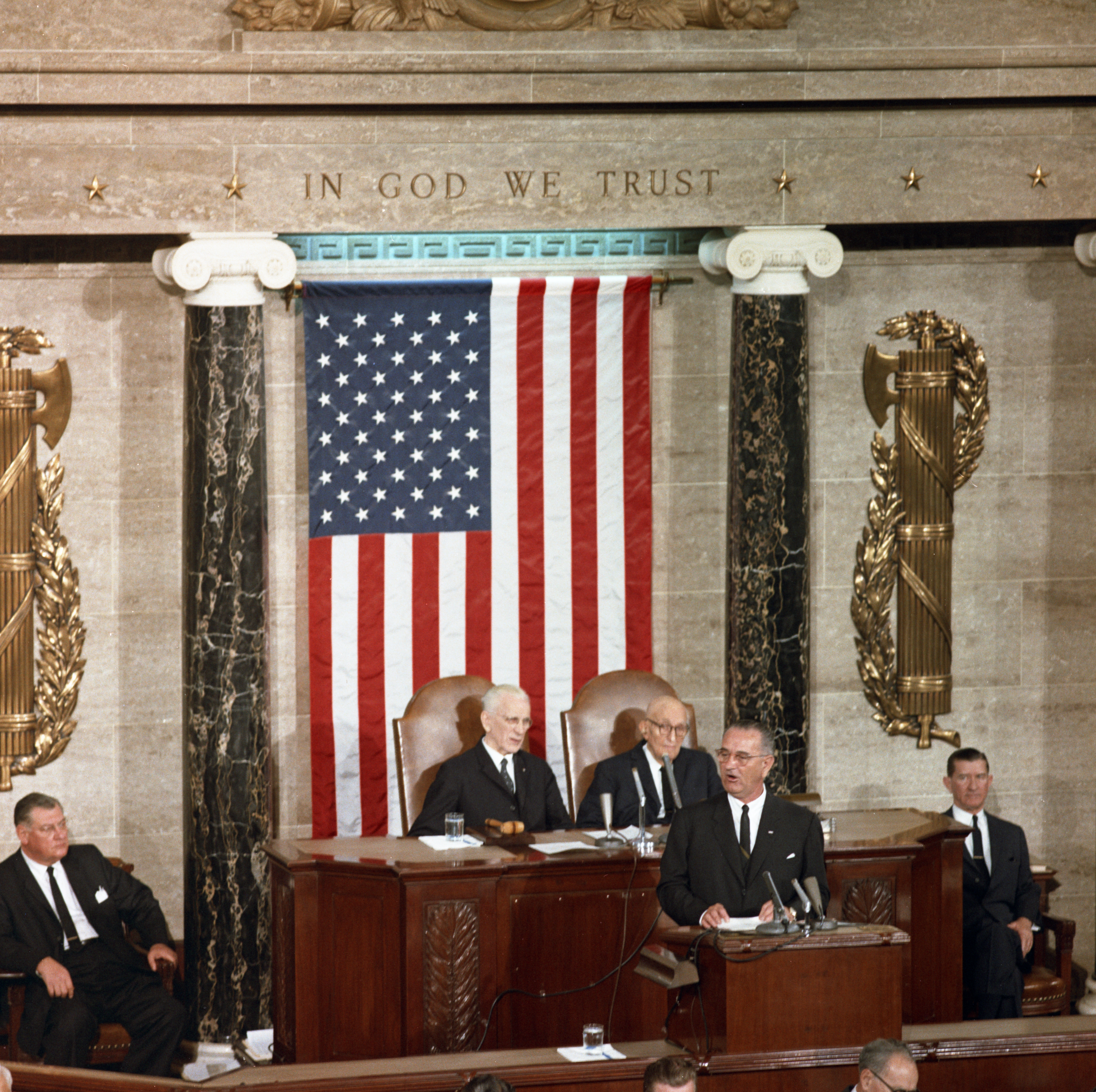
Hayden, jako przewodniczący Senatu, siedzi obok spikera izby Johna W. McCormacka podczas połączonej sesji Kongresu w listopadzie 1963. Przemawia prezydent Lyndon Johnson

Kiedy od 22 listopada 1963 do 20 stycznia 1965, kiedy po zamordowaniu prezydenta Johna F. Kennedy’ego i wyniesieniu do władzy wiceprezydenta Lyndona B. Johnsona Stany Zjednoczone nie miały wiceprezydenta, który z urzędu jest przewodniczącym Senatu (choć faktyczne kierownictwo przez znaczny czas spoczywa właśnie w rękach przewodniczącego pro tempore), „stałym” przewodniczącym izby był właśnie Hayden.
Dwukrotnie był też drugą osobą w linii sukcesji prezydenckiej: w 1961, po śmierci spikera Izby Reprezentantów Sama Rayburna, oraz w latach 1963–1965, po zamordowaniu Kennedy’ego (pierwszym był spiker John W. McCormack). Hayden, zapytany kiedyś o możliwość objęcia przezeń prezydentury, odpowiedział: Zwołam pilną sesję Kongresu, aby wybrano spikera i wtedy zrezygnuję na jego rzecz.
Był najdłużej urzędującym przewodniczącym pro tempore w historii.